# Mansión Rosalie
La mansión Rosalie es una histórica mansión situada en Natchez (Misisipi), Estados Unidos. Es importante por su influencia en la arquitectura. Durante la Guerra Civil Americana, sirvió como sede de la Unión para el área de Natchez a partir de julio de 1863.
Fue construida por Peter Little, en 1823, con vistas al río Misisipi, en una parte del sitio de la masacre de los indios Natchez, en 1729. Operada y mantenida por la Sociedad de las Hijas del estado de Misisipi, desde hace más de 70 años. El 13 de julio de 1863, el General Grant tomó posesión de Rosalie, después de utilizarla como la Unión del Cuartel General del Ejército. El 26 de agosto de 1863, el General Walter Gresham tomó el mando de las tropas del Ejército de la Unión en Natchez. Su sede se mantuvo en Rosalie.
Fue declarada Hito Histórico Nacional (National Historic Landmark)  en 1989.